# Alcorn County
Alcorn County är ett administrativt område i delstaten Mississippi, USA. År 2010 hade countyt 37 057 invånare. Den administrativa huvudorten (county seat) är Corinth. Countyt har fått sitt namn efter James L. Alcorn som var guvernör i Mississippi 1870-1871.

## Geografi
Enligt United States Census Bureau så har countyt en total area på 1 039 km². 1 036 km² av den arean är land och 3 km² är vatten.

### Angränsande countyn
- McNairy County, Tennessee - nord
- Hardin County, Tennessee - nordost
- Tishomingo County - öst
- Prentiss County - syd
- Tippah County - väst
- Hardeman County, Tennessee - nordväst